# Aydın (circonscription électorale)
Pour les articles homonymes, voir Aydın (homonymie).
La circonscription électorale d'Aydın correspond à la province du même nom et envoie 8 députés à la Grande Assemblée nationale de Turquie (7 entre 2011 et 2018).

## Composition
La circonscription d'Aydın est divisée en 17 districts (ilçe). Chaque district est composé d'un chef-lieu et de municipalités (communes et villages).

## Résultats électoraux

### Élections législatives de juin 2015
| Partis                   | Partis                                        | Voix | %   | Sièges | +/-           | Élus                                                                   |
| ------------------------ | --------------------------------------------- | ---- | --- | ------ | ------------- | ---------------------------------------------------------------------- |
|                          | Parti républicain du peuple (CHP)             |      |     | 4      | 1             | Bülent Tezcan, Metin Lütfi Baydar, Hüseyin Yıldız et Mehmet Fatih Atay |
|                          | Parti de la justice et du développement (AKP) |      |     | 2      | 1             | Mehmet Sadık Atay et Abdurrahman Öz                                    |
|                          | Parti d'action nationaliste (MHP)             |      |     | 1      | en stagnation | Ali Uzunırmak                                                          |
|                          |                                               |      |     |        |               |                                                                        |
| Total                    | Total                                         |      | 100 | 7      | en stagnation | -                                                                      |
| Inscrits / participation |                                               |      |     |        |               |                                                                        |

### Élections législatives de novembre 2015
| Partis                   | Partis                                        | Voix | %   | Sièges | +/-           | Élus                                                |
| ------------------------ | --------------------------------------------- | ---- | --- | ------ | ------------- | --------------------------------------------------- |
|                          | Parti républicain du peuple (CHP)             |      |     | 3      | 1             | Bülent Tezcan, Metin Lütfi Baydar et Hüseyin Yıldız |
|                          | Parti de la justice et du développement (AKP) |      |     | 3      | 1             | Mehmet Erdem, Abdurrahman Öz et Mustafa Savaş       |
|                          | Parti d'action nationaliste (MHP)             |      |     | 1      | en stagnation | Deniz Depboylu                                      |
|                          |                                               |      |     |        |               |                                                     |
| Total                    | Total                                         |      | 100 | 7      | en stagnation | -                                                   |
| Inscrits / participation |                                               |      |     |        |               |                                                     |

### Élections législatives de 2018
| Partis                   | Partis                                        | Voix    | %     | Sièges | +/-           | Élus                                                         |
| ------------------------ | --------------------------------------------- | ------- | ----- | ------ | ------------- | ------------------------------------------------------------ |
|                          | Parti républicain du peuple (CHP)             | 248 359 | 33,95 | 3      | en stagnation | Bülent Tezcan, Hüseyin Yıldız et Süleyman Bülbül             |
|                          | Parti de la justice et du développement (AKP) | 237 734 | 32,50 | 4      | 1             | Mustafa Savaş, Bekir Kuvvet Erim, Metin Yavuz et Rıza Posacı |
|                          | Le Bon Parti (İYİ)                            | 108 144 | 14,78 | 1      | Nv.           | Aydın Adnan Sezgin                                           |
|                          | Parti démocratique des peuples (HDP)          | 68 447  | 9,36  | 0      | en stagnation |                                                              |
|                          | Parti d'action nationaliste (MHP)             | 59 212  | 8,09  | 0      | 1             |                                                              |
|                          | Parti de la félicité (SP)                     | 5 138   | 0,70  | 0      | en stagnation |                                                              |
|                          | Parti patriote (VATAN)                        | 2 653   | 0,36  | 0      | en stagnation |                                                              |
|                          | Parti de la cause libre (HÜDA PAR)            | 1 823   | 0,25  | 0      | en stagnation |                                                              |
|                          |                                               |         |       |        |               |                                                              |
| Total                    | Total                                         | 731 510 | 100   | 8      | 1             | -                                                            |
| Inscrits / participation | Inscrits / participation                      | 816 894 | 88,90 |        |               |                                                              |

### Élections législatives de 2023
| Partis                   | Partis                                        | Voix    | %     | Sièges | +/-           | Élus                                                            |
| ------------------------ | --------------------------------------------- | ------- | ----- | ------ | ------------- | --------------------------------------------------------------- |
|                          | Parti républicain du peuple (CHP)             | 282 600 | 35,56 | 4      | 1             | Bülent Tezcan, Hüseyin Yıldız, Süleyman Bülbül et Evrim Karakoz |
|                          | Parti de la justice et du développement (AKP) | 227 985 | 28,69 | 3      | 1             | Mustafa Savaş, Seda Sarıbaş et Ömer Özmen                       |
|                          | Le Bon Parti (İYİ)                            | 102 822 | 12,94 | 1      | en stagnation | Ömer Karakaş                                                    |
|                          | Parti d'action nationaliste (MHP)             | 68 666  | 8,64  | 0      | en stagnation |                                                                 |
|                          | Parti de la gauche verte (YSP)                | 58 127  | 7,31  | 0      | en stagnation |                                                                 |
|                          | Parti de la victoire (ZP)                     | 17 622  | 2,22  | 0      | Nv.           |                                                                 |
|                          | Parti de la patrie (M)                        | 9 085   | 1,14  | 0      | Nv.           |                                                                 |
|                          | Parti de la grande unité (BBP)                | 6 740   | 0,85  | 0      | en stagnation |                                                                 |
|                          | Nouveau parti de la prospérité (YRP)          | 5 943   | 0,75  | 0      | Nv.           |                                                                 |
|                          | Parti jeune (GP)                              | 2 517   | 0,32  | 0      | en stagnation |                                                                 |
|                          | Parti de la justice (AP)                      | 2 113   | 0,27  | 0      | Nv.           |                                                                 |
|                          | Parti de la mère patrie (ANAP)                | 1 653   | 0,21  | 0      | en stagnation |                                                                 |
|                          | Parti patriote (VATAN)                        | 1 487   | 0,19  | 0      | en stagnation |                                                                 |
|                          | Parti communiste de Turquie (TKP)             | 1 266   | 0,16  | 0      | en stagnation |                                                                 |
|                          | Parti de gauche (SOL)                         | 1 190   | 0,15  | 0      | en stagnation |                                                                 |
|                          | Parti de la nation (MP)                       | 776     | 0,10  | 0      | en stagnation |                                                                 |
|                          | Parti des travailleurs de Turquie (TIP)       | 764     | 0,10  | 0      | en stagnation |                                                                 |
|                          | Parti des droits et libertés (HAK)            | 720     | 0,09  | 0      | en stagnation |                                                                 |
|                          | Parti de libération du peuple (HKP)           | 551     | 0,07  | 0      | en stagnation |                                                                 |
|                          | Mouvement communiste (TKH)                    | 354     | 0,04  | 0      | Nv.           |                                                                 |
|                          | Parti de l'innovation (YP)                    | 290     | 0,04  | 0      | Nv.           |                                                                 |
|                          | Parti de la justice et de l'unité (AB)        | 35      | 0,00  | 0      | Nv.           |                                                                 |
|                          | Parti de l'union du pouvoir (GBP)             | 13      | 0,00  | 0      | Nv.           |                                                                 |
|                          | Parti de la route nationale (MYP)             | 4       | 0,00  | 0      | Nv.           |                                                                 |
|                          | Indépendants (Ind.)                           | 1 401   | 0,18  | 0      | en stagnation |                                                                 |
|                          |                                               |         |       |        |               |                                                                 |
| Total                    | Total                                         | 794 724 | 100   | 8      | en stagnation | -                                                               |
| Inscrits / participation | Inscrits / participation                      | 877 145 | 89,89 |        |               |                                                                 |